# Ministério das Atividades Económicas e do Trabalho
O Ministério das Atividades Económicas e do Trabalho (AO 1945: Ministério das Actividades Económicas e do Trabalho) foi um efémero departamento do Governo da República Portuguesa, existente apenas durante a vingência do XVI Governo Constitucional, entre 2004 e 2005.
O ministério concentrou, num único departamento, duas áreas que, tradicionalmente, sempre foram geridas por departamentos governamentais separados: as atividades económicas e o emprego. O objetivo desta junção era a de adequar melhor a política de emprego e formação profissional à área económica, ao mesmo tempo, criando maior empregabilidade para as pessoas e melhor suprindo as necessidades em recursos humanos das actividades económicas.
O Ministério das Atividades Económicas e do Trabalho foi extinto em 2004, sendo as suas funções novamente divididas por dois departamentos: o Ministério da Economia e da Inovação e o Ministério do Trabalho e da Solidariedade Social.
Atualmente (XIX Governo Constitucional) a área económica encontra-se no Ministério da Economia e área do trabalho encontra-se no Ministério da Solidariedade, Emprego e Segurança Social.

## Ministro das Actividades Económicas e do Trabalho
1. Álvaro Barreto (2004 - 2005)